# Félix Serrallés

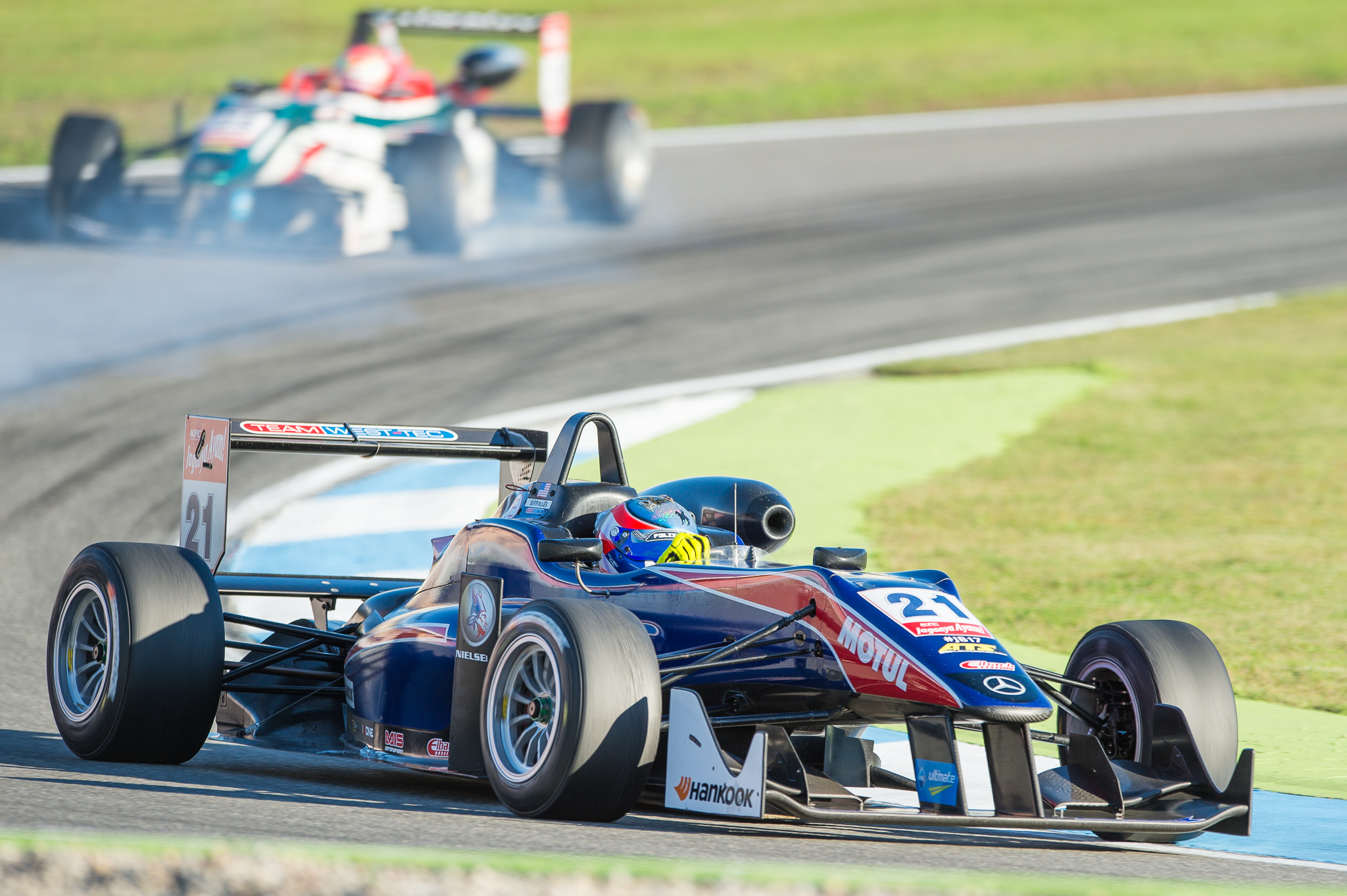
Félix Serrallés in de Formule 3 op de Hockenheimring in 2014.

Félix Juan Serrallés IV (Ponce, 24 juni 1992) is een Puerto Ricaans autocoureur.

## Carrière

### Vroege carrière
Serrallés begon zijn carrière in het karting op tienjarige leeftijd, waarbij hij in 2004 en 2005 tweede werd in het Caribische kampioenschap.
Nadat hij een beurs won in de Skip Barber Shootout in 2009, werd Serrallés een ontwikkelingsrijder voor Mazdaspeed, waarbij hij twee seizoen in het Skip Barber National Championship mocht rijden. Hij werd hier in 2010 derde in het kampioenschap met twee overwinningen.

### Formule Renault
In 2010 stapte Serrallés over naar Europa, waar hij deelnam voor de Formule Renault UK Winter Cup voor het team Fortec Motorsport als gastrijder. Hij reed in de Eurocup Formule Renault in 2011 opnieuw voor Fortec, waar hij als twaalfde in het kampioenschap eindigde met 41 punten. Ook nam hij deel aan de normale Formule Renault UK in twaalf van de twintig races als gastrijder. Ook nam hij deel aan de Formule Renault UK Finals, waar hij als achtste eindigde met twee podiumplaatsen.

### Toyota Racing Series
In 2012 nam Serrallés deel aan de Toyota Racing Series in Nieuw-Zeeland voor het team Giles Motorsport, waar hij als negende in het kampioenschap eindigde met een overwinning op Manfield.
In 2013 reed Serrallés opnieuw voor Giles in de Toyota Racing Series. Met overwinningen op Teretonga en Timaru eindigde hij als zesde in het kampioenschap.

### Formule 3
In 2012 reed Serrallés opnieuw voor Fortec, maar nu in de Formule 3 in het Britse Formule 3-kampioenschap. In het eerste raceweekend op Oulton Park behaalde hij in de derde race al een overwinning, waarmee hij de eerste Puerto Ricaan werd die een race in het kampioenschap won. Met nog vier overwinningen eindigde hij uiteindelijk als derde in het kampioenschap, waar hij tot het laatste raceweekend om vocht met de uiteindelijke kampioen Jack Harvey en Jazeman Jaafar.
In 2013 rijdt Serrallés in het nieuwe Europees Formule 3-kampioenschap voor Fortec.